# Philipp Max
Philipp Max (Viersen, 30 de setembro de 1993) é um futebolista profissional alemão que atua como defensor, atualmente defende o Panathinaikos.

## Carreira

### Rio 2016
Philipp Max fez parte do elenco da Seleção Alemã de Futebol nas Olimpíadas de 2016.

## Títulos
PSV Eindhoven
- Supercopa dos Países Baixos: 2021
- Copa dos Países Baixos: 2021–22